# Metro de Roma Serie MB100

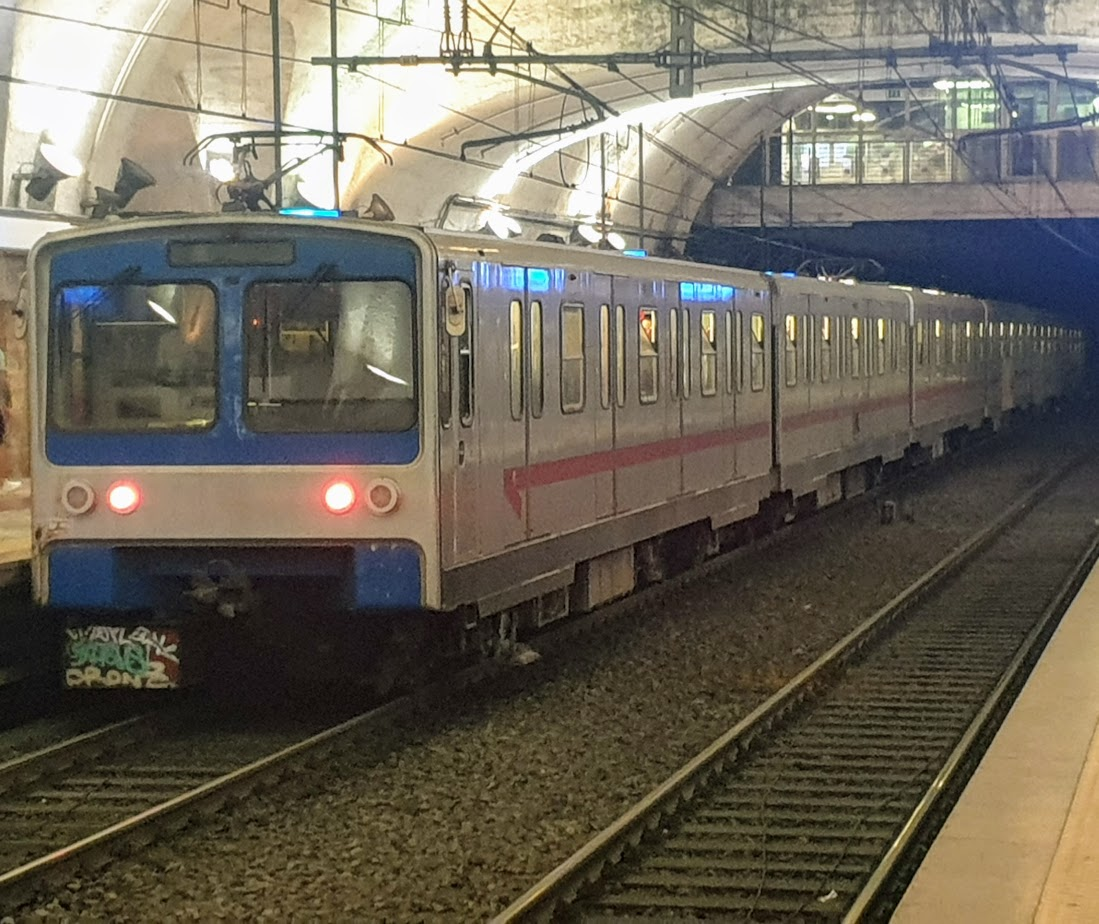
Una MB100

Los trenes de la serie MB100 (y los coches remolcado MA300) son trenes construidos al final de los años ochenta para la línea B de la metropolitana de Roma en ocasión del prolongamiento hacia Rebibbia. Una variante de la serie MB100 ("ML100") fue construida para el Metro de Lima, Perú.
Estos trenes actualmente ya no brindan el servicio, han sido sustituidos por la serie MB400.

## Historia
Las series MB 100/300 entraron en servicio en el año 1990, junto con la ampliación de la línea B hasta Rebibbia. Globalmente se produjeron 31 trenes compuestos de 6 coches cada uno. Las series están numeradas MB001-MB124 y MA301-MA362.

## Características técnicas
El convoy está constituido por tres unidades de tracción (UdT), cada una formada de dos locomotoras conectadas entre sí de manera semipermanente (pueden estar separadas sólo en taller). Las UdT serie 100 (en cabeza y en cola del convoy) están formadas por un carro motor con pantógrafo junto a un carro (M); las UdT serie 300, centrales, están compuestas por una motor semipiloto (Sp) con pantografo y de un carro motor (M). Por lo tanto el convoy completo esta esquematizado como Mp+M+Sp+M+M+Mp. Las carros motores piloto y semipiloto tienen un número en las series (100 o 300) impares, mientras los otros coches tienen un número par.
Los coches serie 100 pueden transportar 32 pasajeros sentados y 160 en pie y dos discapacitados (sólo Mp), mientras los coches serie 300 pueden transportar 169 pasajeros en pie, 32 sentados y un discapacitado (sólo Sp), para un total de 1176 puestos por cada convoy. Estas series van a ser renovadas.